# Pithiviers
Pithiviers és un municipi francès situat al departament de Loiret i la regió de Centre - Vall del Loira. El 2018 tenia 8.935 habitants. Es troba a la riba del riu Œuf.
El castell de Pithiviers, construït cap a l'any 1000, incloïa la col·legiata de Saint-Georges i la torre encarregada per Héloïse de Pithiviers al mestre d'obres Lanfred, que també va treballar al castell d'Ivry-la-Bataille.
Aquesta torre de 33 metres va dominar la ciutat durant gairebé 840 anys abans de la seva demolició el 1837. Avui el Théâtre du Donjon evoca la seva memòria a prop.
Durant la Vuitena Guerra de Religió, la ciutat va ser presa pels dos Enrics (el rei de França Enric III i Enric de Navarra) el 1589 .
Entre el 29 de gener i el 8 de febrer de 1939, més de 2800 refugiats que fugien de l'enfonsament de la Segona República Espanyola davant les tropes de Franco, van arribar al Loiret. Davant la insuficiència d'estructures d'acollida a Orléans, s'obren 46 centres rurals d'acollida, inclòs un a Pithiviers. Els refugiats, principalment dones i nens (els homes estan desarmats i retinguts al sud de França), foren subjectes a una quarantena estricta, vacunats, amb el correu limitat i els subministraments, encara que no són gaires, variats i cuinats a l'estil francès; no obstant això, estaven segurs. Alguns d'aquests refugiats tornen a Espanya, encoratjats pel govern francès que facilita les condicions de retorn, els que prefereixen quedar-se s'agrupen al camp de la cristalleria d'Aydes, a Fleury-les-Aubrais.